# (24108) 1999 VL20
A (24108) 1999 VL20 a Naprendszer kisbolygóövében található aszteroida. Charles W. Juels fedezte fel 1999. november 11-én.